# Gromo Richelmy
I Gromo Richelmy conti di Ternengo (prima metà del XV secolo-prima metà del XX secolo) furono un'antica famiglia piemontese originata dai Collocapra del Biellese.

## Storia
Capostipite della famiglia Gromo è Pietro, vissuto nella seconda metà del 1400.
Grazie ai servigi resi nelle armate sabaude da molti dei suoi membri, ottenne privilegi ed infeudazioni. Tanto che, nel 1617, Gerolamo di Giacomo ottenne il titolo comitale di Ternengo. Mentre il figlio Vittorio, grazie al matrimonio con Gentilbona Berzetti (1680) sorella di Ercole Berzetti, vescovo di Moriana, ebbe la signoria di Buronzo, Balocco e Bastia.
Il cognome Richelmy fu aggiunto in seguito al matrimonio tra Giuseppe Ottavio e Gabriella Richelmy di Bovile (1826). Ultima discendente fu Maria. Il figlio di questi, Emanuele, sposò la nobildonna genovese Antonietta Negrotto Cambiaso, la quale portò in dote alla sua casata Villa Gromo di Ternengo posta a Robecco sul Naviglio, nel Milanese.